# Танго и Кеш
„Танго и Кеш“ (на английски: Tango & Cash) е американски екшън от 1989 година, който е режисиран главно от Андрей Кончаловски, въпреки че Албърт Магноли и Питър Макдоналд поемат по-късните етапи на заснемането, със Стюарт Бейрд, който ръководи процеса на редактиране. Във филма участват Силвестър Сталоун, Кърт Ръсел, Джак Паланс и Тери Хачър.
Филмът е пуснат в САЩ на 22 декември 1989 г., същия ден като „Винаги“. И двата филма бяха последните, които са излезли през 80-те години на миналия век.
Рей Танго (Сталоун) и Гейб Кеш (Кърт Ръсел) са ченгета в Лос Анджелис. Вечните съперници си приличат само по едно – всеки смята, че е най-добрият.
Доказват го с остроумието си и белезите от рани. Но когато мафиотът Ив Парет ги вкарва в пандиза, те ще трябва да работят заедно...